# Gare Saint-Léonard–Montréal-Nord
Cet article concerne la future gare. Pour l'arrondissement montréalais, voir Saint-Léonard (Montréal). Pour les autres significations, voir Saint-Léonard.
La gare Saint-Léonard–Montréal-Nord est une gare du réseau de train de banlieue de Montréal exploité par Exo, située entre les arrondissements Montréal-Nord et Saint-Léonard à Montréal. La gare fait partie de la ligne 15 - Mascouche inaugurée en décembre 2014.